# سیارک ۱۳۶۸۲
سیارک ۱۳۶۸۲ (به انگلیسی: 13682 Pressberger، نامگذاری:1997PG3) سیزده هزار و ششصد و هشتاد و دومین سیارک کشف شده‌است که در ۱۰ اوت ۱۹۹۷ کشف شد.
قدر مطلق سیارک برابر ۱۳٫۴۰ است.